# Bollywood
Bollywood er navnet på den del af den indiske filmindustri, der er hindi-sproget og har hjemsted i Mumbai.
Navnet er en sammentrækning af Bombay (det tidligere navn for Mumbai) og Hollywood, og konnotationen er dermed: Indiens svar på Hollywood.
Bollywood-film udgør således blot den hindisprogede del af den indiske filmindustri. Derudover findes film på alle andre dominerende sprog i Indien, deriblandt på tamil (Kollywood), telugu (Tollywood), bengali (Tollywood el. Tollygunge), kannada (Sandalwood), m.fl., som hver især kendes under deres egne lignende betegnelser.

## Berømte indiske skuespillere
- Akshay Kumar
- Shah Rukh Khan
- Salman Khan
- Aamir Khan
- Hrithik Roshan
- Amithab Bachchan
- Abhishek Bachchan
- Vivek Oberoi
- Zayed Khan
- Aishwariya Rai
- Rani Mukerji
- Preity Zinta
- Kajol
- Katrina Kaif
- Juhi Chawla
- Sushmita Sen
- Karisma Kapoor
- Kareena Kapoor
- Bhoomika Chawla
- Urmila Matondkar
- Mahima Chaudry